# Distrikt Zúñiga
Der Distrikt Zúñiga liegt in der Provinz Cañete in der Region Lima im zentralen Westen Perus. Der Distrikt wurde am 13. Dezember 1942 gegründet. Er hat eine Fläche von 198,01 km². Beim Zensus 2017 lebten 1314 Einwohner im Distrikt. Im Jahr 1993 betrug die Einwohnerzahl 1256, im Jahr 2007 1582. Verwaltungssitz ist die am Río Cañete auf einer Höhe von 802 m gelegene Ortschaft Zúñiga mit 882 Einwohnern (Stand 2017).

## Geographische Lage
Der Distrikt Zúñiga befindet sich in der peruanischen Westkordillere im Südosten der Provinz Cañete. Der Río Cañete durchquert den Distrikt in westlicher Richtung. Entlang dem Flusslauf wird bewässerte Landwirtschaft betrieben.
Der Distrikt Zúñiga grenzt im Südwesten an den Distrikt Pacarán, im Norden an den Distrikt Allauca (Provinz Yauyos) sowie im Südosten an den Distrikt Chocos (ebenfalls in der Provinz Yauyos).